# 미스 유니버스
미스 유니버스(Miss Universe)는 미스 유니버스 조직위(Miss Universe Organization)에서 실시하는 연간 국제 미인 선발 대회이다.
1952년 캘리포니아의 의류 회사 퍼시픽 밀스의 후원하에 제1회 대회가 개최된 것을 시작으로, 미스 유니버스는 미스 월드, 미스 인터내셔널, 미스 어스와 함께 세계 4대 미인 대회로 인식되고 있다. 미스 유니버스의 우승자는 1년간 HIV/AIDS 예방 봉사 활동을 비롯하여 각종 행사 참여와 함께 아파트 무상임대거주권을 가지며 소정의 월급과 상품을 지급 받게 된다. 미스 유니버스 조직회의 대회는 미스 유니버스, 미스 유니버스의 미국 대표를 선출하는 미스 USA, 세계 대회 출전권이 없는 미국의 청소년 대회인 미스 틴 USA가 있다.
도널드 트럼프와 NBC유니버설에 의해 공동 주최가 2014년까지 운영하다가 2015년부터 방송사를 폭스 방송으로 이전하여 2019년까지 진행했다. 2020년 대회만 중소기업방송사인 FYI 채널과 텔레문도 방송 공동으로 진행하게 되었다. 2021년 하루 폭스 방송으로 하다가 2022년부터 NBC유니버셜로 변경되어 진행하게 되었다. 2022년 10월 26일, 태국의 JKN 글로버 그룹이 IMG로부터 1400만 달러에 미스 유니버스 조직위를 인수하였으며, 이로써 트랜스젠더 사업가 짜끄라퐁 짜끄라쭈타팁이 소유주가 되면서 대회 사상 최초로 트랜스여성이 대회 사령탑에 오르게 되었다. 이후 참가 자격이 개정되면서 기혼 여성도 대회에 참가할 수 있게 되었다.
2002년부터 2007년까지 일본에서 제조한 미키모토 왕관을 대회 우승자에게 지급하였다. 2008년부터 2016년까지 미키모토 왕관을 일시적으로 유예하여 CAO 왕관 다이아몬드 넥서스 왕관 과 DIC 크라운 왕관 제조 업체와 업무 협약을 맺었고 2017년부터 2018년까지 대회 에 이전 일본 미키모토 왕관 제조사와 1년간 업무협약 맺고 끝내자 2019년부터 레바논계 프랑스인 사장 이 운영하는 스위스 우등급 보석 가공 대형 업체 인 모우와드 와업무 협약을 체결하였다.
가장 최근에 열린 대회인 미스 유니버스 2024의 우승자는 덴마크의 빅토리아 키예르 테일비그이다.

## 역사
"미스 유니버스"라는 명칭은 1926년 국제미인대회(International Pageant of Pulchritude)에서 처음 사용됐다. 이 대회는 1935년까지 개최됐다.
현재의 미스 유니버스는 1952년에 처음 개최됐다.

## 역대 대회

### 미스 유니버스 2024
제72회 미스 유니버스 2024대회는 2023년 우승자 셰이니스 팔라시오스이 2024 우승자 빅토리아 키예르 테일비그에게 왕관을 물려 주었다.그는 덴마크 첫차로 우승 하였다.

### 미스 유니버스 2023
제72회 미스 유니버스 2023대회는 2022년 우승자 르 보니 가브리엘이 2023 우승자 셰이니스 팔라시오스에게 왕관을 물려 주었다.

### 미스 유니버스 2022
제71회 미스 유니버스 2022 대회는 2021년 우승자 하르나즈 산두가 2022 우승자 르 보니 가브리엘에게 왕관을 물려 주었다.2023년 1월 14일 미국 루이지애나 주 뉴올리언스에서 개최하여 84개국 과 경쟁하였다. 미국 타이틀 통산 9회 기록 한 이유는 1997년 브룩 리 한국계 미국인 우승 과 2012년 올리비아 컬포 우승 이후 26년만에 9회 통산 우승자로 기록 되었다.

### 미스 유니버스 2021
제70회 미스 유니버스 2021 대회는 2020년 우승자 안드레아 메사가 2021 우승자 하르나즈 산두에게 왕관을 물려 주었다.2021년 12월 12일 이스라엘 에일라트에서 열었다. 2000년 대회 이후 21년 만에 서남아시아에서 개최되었다. 인도는 1994년 첫 우승자 수시미타 센 이후 3번째 우승자로 선정되었다.

### 미스 유니버스 2020
제69회 미스 유니버스 2020 대회는 2019년 우승자 조지비니 툰지가 미스 유니버스 2020 우승자 안드레아 메사에게 왕관을 물려주었다. 멕시코가 2010년 대회 우승 이후 3번째 우승자로 10년만에 등재되었다. 코로나19 범유행으로 인해 2021년 5월 16일으로 연기되어 개최되었다.가장 연기 된 대회는 미스 유니버스 2014와 미스 유니버스 2016 대회 2015년 1월 2017년 1월에 개최된 적도 있다.

### 미스 유니버스 2019
제68회 미스 유니버스 2019 대회는 2019년 12월 8일 미국 조지아주 애틀랜타에서 타일러 페리 스튜디오에서 개최한다. 미국 개최 사상수 연속으로 기재되었다. 2018년 대회 사전 선언중 한국 개최로 후보 정하였으나 개최지 후보중 미국 개최 연속으로 결정되어 미국 애틀랜타 에 개최 처음으로 1952년 대회 시작 이후 1991년 1996년 2006년 2010년 2012년 2015년 2017년 2019년 28년만에 처음으로 미국 개최 한 이후 8회 연속 개최국으로 결정하였다. 2018년 우승자 카트리오나 그레이가 새로운 우승자 미스 남아프리카 조지비니 툰지에게 왕관을 물려주었다. 우승 왕관이 바뀌었다.유럽 스위스 대형 우등 보석가공업 제조회사인 모우와드 회사와 업무 협약을 체결하고 2019년 대회부터 모우와드 왕관을 사용하기로 결정하였다. 남아프리카 공화국 사상 2년 만에 연속 우승 하여 세번째 우승자가 되었다. 1978년 2017년 우승자가 백인 우승자고 흑인우승자는 지난 미스유니버스 2011대회 에 앙골라 레일라 로페스가 첫 흑인 우승자 이고 8년만에 두번째 흑인 우승자가 탄생된 사실이 있다.

## 타이틀 보유자
| 년도 | 미스 유니버스 우승 (1위)         | 준우승                            | 준우승                                | 준우승                                                                              | 준우승                                                                              | 개최지                 | 참가자 |
| 년도 | 미스 유니버스 우승 (1위)         | 2위                               | 3위                                   | 4위                                                                                 | 5위                                                                                 | 개최지                 | 참가자 |
| ---- | -------------------------------- | --------------------------------- | ------------------------------------- | ----------------------------------------------------------------------------------- | ----------------------------------------------------------------------------------- | ---------------------- | ------ |
| 2000 | 인도 라라 두타                   | 베네수엘라 클라우디아 모레노      | 스페인 헬렌 린데스                    | 수여되지 않음 (Top 5 캐나다김이 미국 리네트 콜 )                                    | 수여되지 않음 (Top 5 캐나다김이 미국 리네트 콜 )                                    | 키프로스, 니코시아     | 79     |
| 2001 | 푸에르토리코 데니스 퀴뇨네스     | 그리스 에벨리나 파판토니우        | 미국 캔더스 크루거                    | 베네수엘라 에바 에크발                                                              | 인도 셀리나 자이틀리                                                                | 푸에르토리코, 바야몬   | 77     |
| 2002 | 러시아 옥사나 페도로바 (폐위)    | 파나마 저스틴 파섹 (가정)         | 중국 링주오                           | 남아프리카 공화국 바네사 카레이라                                                   | 베네수엘라 신시아 랜더                                                              | 푸에르토리코, 산후안   | 75     |
| 2003 | 도미니카 공화국 아멜리아 베가    | 베네수엘라 마리안겔 루이스        | 남아프리카 공화국 신디 넬             | 세르비아 몬테네그로 산자 파픽                                                       | 일본 미야자키 미야코                                                                | 파나마, 파나마시티     | 71     |
| 2004 | 오스트레일리아 제니퍼 호킨스     | 미국 샨디 피네시                  | 푸에르토리코 알바 레예스              | 파라과이 야니나 곤잘레스                                                            | 트리니다드 토바고 다니엘 존스                                                       | 에콰도르, 키토         | 80     |
| 2005 | 캐나다 나탈리 글레보바           | 푸에르토리코 신시아 올라바리아    | 도미니카 공화국 레나타 소녜           | 멕시코 로라 엘리존도                                                                | 베네수엘라 모니카 스피어                                                            | 태국, 논타부리 주      | 81     |
| 2006 | 푸에르토리코 줄레이카 리베라     | 일본 치바나 쿠라라                | 스위스 로리안 길리에롱                | 파라과이 루르드 아레발로스                                                          | 미국 타라 코너                                                                      | 미국, 로스엔젤레스     | 86     |
| 2007 | 일본 모리 리요                   | 브라질 나탈리아 기마랑이스        | 베네수엘라 리 요나티스                | 대한민국 이하늬                                                                     | 미국 레이첼 스미스                                                                  | 멕시코, 멕시코시티     | 77     |
| 2008 | 베네수엘라 다야나 멘도사         | 콜롬비아 탈리아나 바르가스        | 도미니카 공화국 마리안느 크루즈       | 러시아 베라 크라소바                                                                | 멕시코 엘리사 나헤라                                                                | 베트남, 나트랑         | 80     |
| 2009 | 베네수엘라 스테파니아 페르난데스 | 도미니카 공화국 아다 데 라 크루즈 | 코소보 마리고나 드라구샤              | 오스트레일리아 레이첼 핀치                                                          | 푸에르토리코 마이라 마토스                                                          | 바하마, 나소           | 83     |
| 2010 | 멕시코 히메나 나바레테           | 자메이카 옌디 필립스              | 오스트레일리아 제신타 캠벨            | 우크라이나 안나 포슬라브스카                                                        | 필리핀 비너스 라지                                                                  | 미국, 라스베가스       | 83     |
| 2011 | 앙골라 레일라 로페스             | 우크라이나 올레샤 스테판코        | 브라질 프리실라 마차도                | 필리핀 샴시 섭섭                                                                    | 중국 뤄쯔린                                                                         | 브라질, 상파울루       | 89     |
| 2012 | 미국 올리비아 컬포               | 필리핀 재닌 투고논                | 베네수엘라 아이린 에세르              | 오스트레일리아 르네 아이리스                                                        | 브라질 가브리엘라 마르쿠스                                                          | 미국, 라스베가스       | 89     |
| 2013 | 베네수엘라 가브리엘라 이슬러     | 스페인 파트리시아 로드리게스      | 에콰도르 콘스탄자 바에                | 필리핀 아리엘라 아리다                                                              | 브라질 제이클린 올리베이라                                                          | 러시아, 모스크바       | 86     |
| 2014 | 콜롬비아 파울리나 베가           | 미국 니아 산체스                  | 우크라이나 다이아나 하쿠샤            | 네덜란드 야스민 베르하이옌                                                          | 자메이카 카시 페넬                                                                  | 미국, 마이애미         | 88     |
| 2015 | 필리핀 피아 부르츠바흐           | 콜롬비아 아리아드나 구티에레스    | 미국 올리비아 조던                    | 수여되지 않음 (Top 5 오스트레일리아 모니카 프랑스 플로라 )                          | 수여되지 않음 (Top 5 오스트레일리아 모니카 프랑스 플로라 )                          | 미국, 라스베가스       | 80     |
| 2016 | 프랑스 아이리스 미트나에르       | 아이티 라켈 펠리시에              | 콜롬비아 안드레아 토바르              | 수여되지 않음 (Top 6 케냐 메리 에스더 필리핀 맥신 메디나 ' 태국 찰리타 수안사네이 ) | 수여되지 않음 (Top 6 케냐 메리 에스더 필리핀 맥신 메디나 ' 태국 찰리타 수안사네이 ) | 필리핀, 파사이         | 86     |
| 2017 | 남아프리카 공화국 데미 리 테보우 | 콜롬비아 로라 곤잘레스            | 자메이카 다비나 베넷                  | 수여되지 않음 (Top 5 태국 마리아 풀륻랍 베네수엘라 케이시 )                         | 수여되지 않음 (Top 5 태국 마리아 풀륻랍 베네수엘라 케이시 )                         | 미국, 라스베가스       | 92     |
| 2018 | 필리핀 카트리오나 그레이         | 남아프리카 공화국 타마린 그린     | 베네수엘라 스테파니 구티에레즈        | 수여되지 않음 (Top 5 태국 키아라 오르테가 베트남 헨 니 )                            | 수여되지 않음 (Top 5 태국 키아라 오르테가 베트남 헨 니 )                            | 태국, 논타부리주       | 94     |
| 2019 | 남아프리카 공화국 조지비니 툰지  | 푸에르토리코 매디슨 앤더슨        | 멕시코 소피아 아라곤                  | 수여되지 않음 (Top 5 콜롬비아 가브리엘라 태국 파윈수다 드루인 )                     | 수여되지 않음 (Top 5 콜롬비아 가브리엘라 태국 파윈수다 드루인 )                     | 미국, 애틀란타         | 90     |
| 2020 | 멕시코 안드레아 메자             | 브라질 줄리아 가마                | 페루 야닉 마세타                      | 인도 애들린 카스텔리노                                                              | 도미니카 공화국 킴벌리 히메네스                                                     | 미국, 플로리다         | 79     |
| 2021 | 인도 하르나즈 산두               | 파라과이 나디아 페레이라          | 남아프리카 공화국 라렐라 음스와네     | 수여되지 않음 (Top 5 콜롬비아 발레리아 필리핀 베아트리체 )                          | 수여되지 않음 (Top 5 콜롬비아 발레리아 필리핀 베아트리체 )                          | 이스라엘, 에일라트     | 80     |
| 2022 | 미국 알보니 가브리엘             | 베네수엘라 아만다 두다멜          | 도미니카 공화국 안드레이나 마르티네스 | 수여되지 않음 (Top 5 퀴라소 가브리엘라 푸에르토리코 애슐리 )                        | 수여되지 않음 (Top 5 퀴라소 가브리엘라 푸에르토리코 애슐리 )                        | 미국, 뉴올리언스       | 83     |
| 2023 | 니카라과 셰이니스 팔라시오스     | 태국 안토니아 포실드              | 오스트레일리아 모라야 윌슨            | 수여되지 않음 (Top 5 콜롬비아 카밀라 푸에르토리코 칼라 )                            | 수여되지 않음 (Top 5 콜롬비아 카밀라 푸에르토리코 칼라 )                            | 엘살바도르, 산살바도르 | 84     |
| 2024 | 덴마크 빅토리아 키에르           | 나이지리아 치디마 아데트시나      | 멕시코 마리아 페르난다 벨트란         | 태국 수차타 추앙스리 (폐위)                                                         | 베네수엘라 일레나 마르케스                                                          | 멕시코, 멕시코시티     | 125    |
| 2025 |                                  |                                   |                                       |                                                                                     |                                                                                     |                        |        |

## 국가별 역대 우승 횟수
| 국가              | 타이틀 | 우승연도                                            |
| ----------------- | ------ | --------------------------------------------------- |
| 미국              | 9      | 1954, 1956, 1960, 1967, 1980, 1995, 1997, 2012,2022 |
| 베네수엘라        | 7      | 1979, 1981, 1986, 1996, 2008, 2009, 2013            |
| 푸에르토리코      | 5      | 1970, 1985, 1993, 2001, 2006                        |
| 필리핀            | 4      | 1969, 1973, 2015, 2018                              |
| 스웨덴            | 3      | 1955, 1966, 1984                                    |
| 남아프리카 공화국 | 3      | 1978, 2017, 2019                                    |
| 프랑스            | 2      | 1953, 2016,                                         |
| 콜롬비아          | 2      | 1958, 2014                                          |
| 멕시코            | 3      | 1991, 2010, 2020                                    |
| 일본              | 2      | 1959, 2007                                          |
| 캐나다            | 2      | 1982, 2005                                          |
| 오스트레일리아    | 2      | 1972, 2004                                          |
| 인도              | 3      | 1994, 2000 2021                                     |
| 트리니다드 토바고 | 2      | 1977, 1998                                          |
| 태국              | 2      | 1965, 1988                                          |
| 핀란드            | 2      | 1952, 1975                                          |
| 브라질            | 2      | 1963, 1968                                          |
| 덴마크            | 1      | 2024                                                |
| 니카라과          | 1      | 2023                                                |
| 앙골라            | 1      | 2011                                                |
| 도미니카 공화국   | 1      | 2003                                                |
| 파나마            | 1      | 2002                                                |
| 보츠와나          | 1      | 1999                                                |
| 나미비아          | 1      | 1992                                                |
| 노르웨이          | 1      | 1990                                                |
| 네덜란드          | 1      | 1989                                                |
| 칠레              | 1      | 1987                                                |
| 뉴질랜드          | 1      | 1983                                                |
| 이스라엘          | 1      | 1976                                                |
| 스페인            | 1      | 1974                                                |
| 레바논            | 1      | 1971                                                |
| 그리스            | 1      | 1964                                                |
| 아르헨티나        | 1      | 1962                                                |
| 독일              | 1      | 1961                                                |
| 페루              | 1      | 1957                                                |

## 역대 우승자 사진

미스 유니버스 1984 이본 리딩, 스웨덴
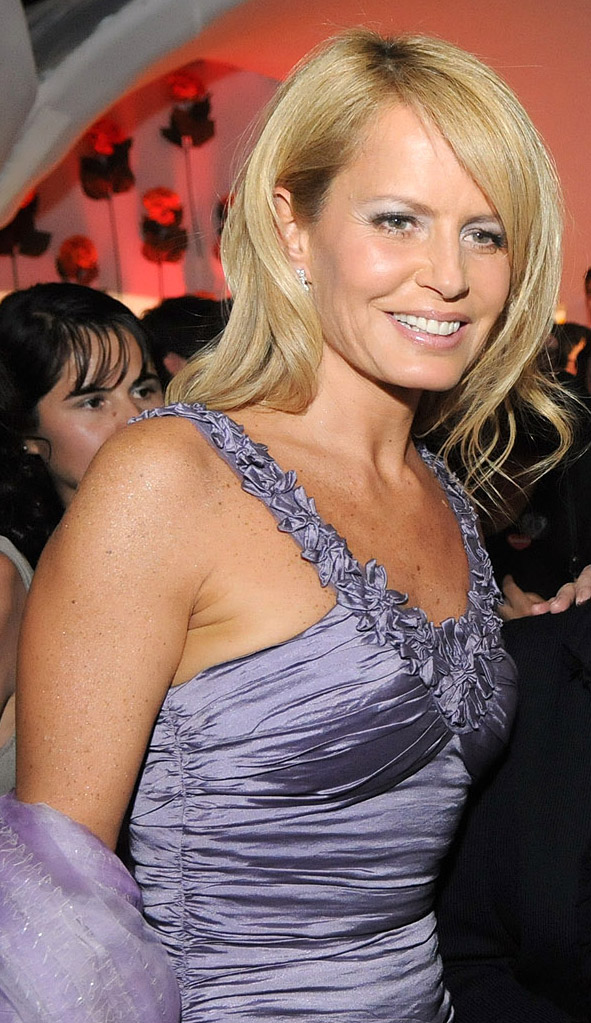
미스 유니버스 1987 세실리아 볼로코, 칠레
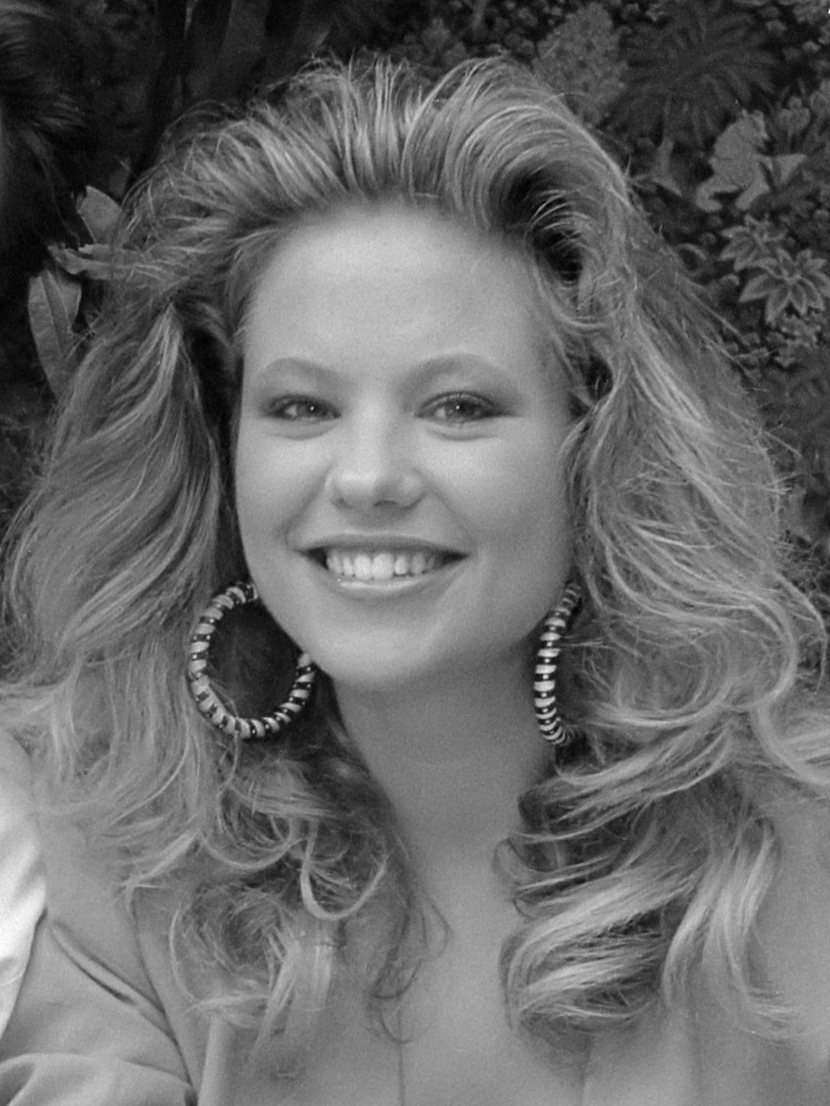
미스 유니버스 1989 앙엘라 피서르, 네덜란드
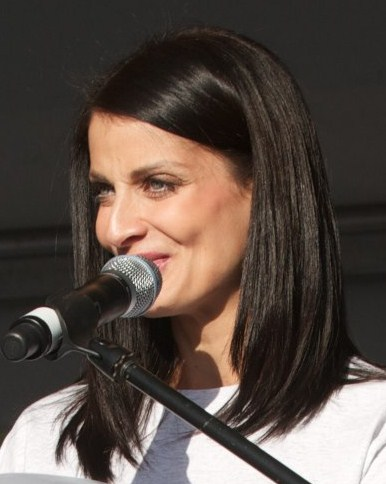
미스 유니버스 1993 다야나라 토레스, 푸에르토리코
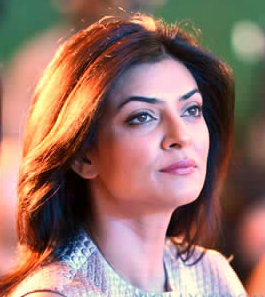
미스 유니버스 1994 수시미타 센, 인도
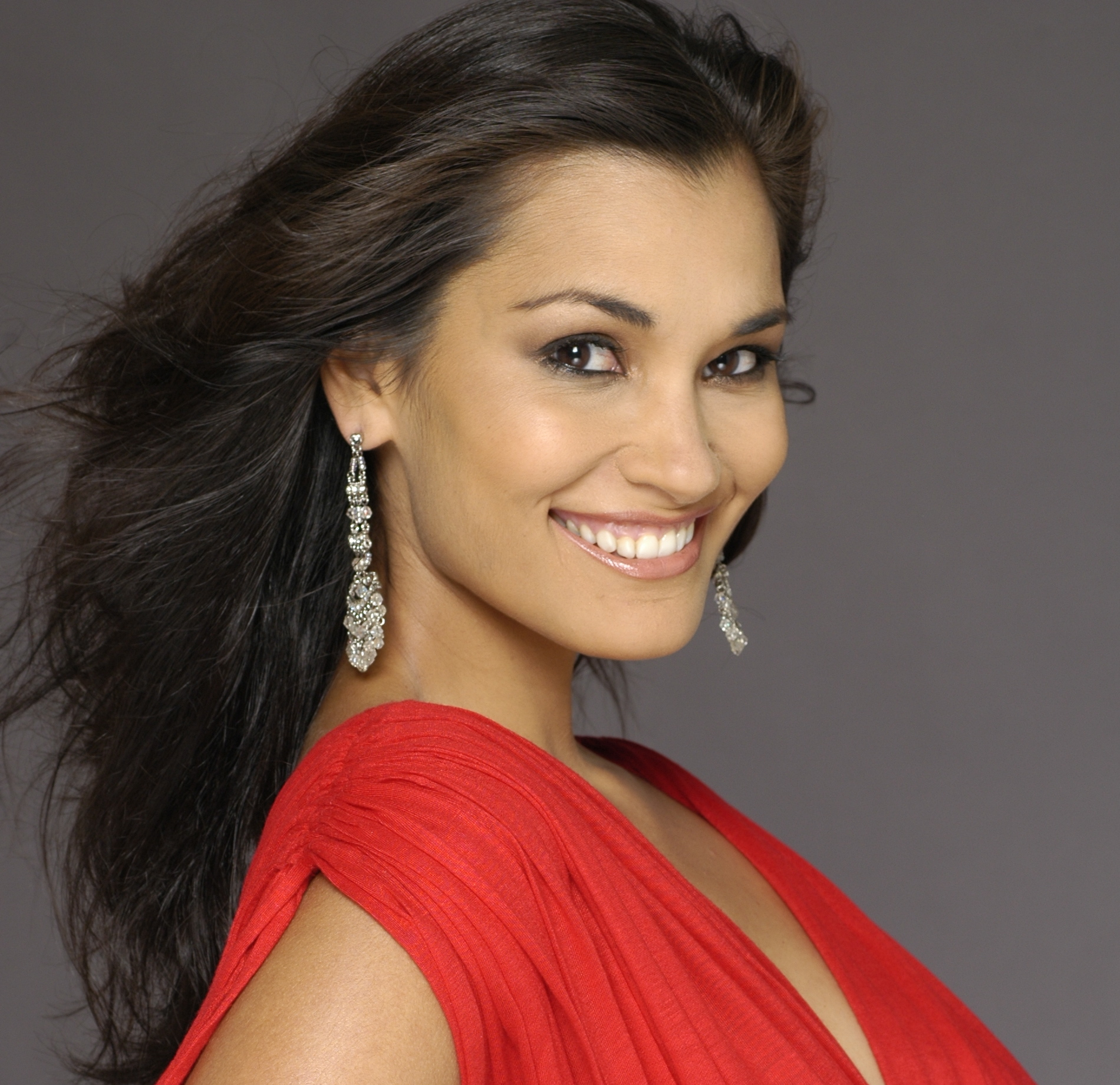
미스 유니버스 1997 브룩 리, 미국
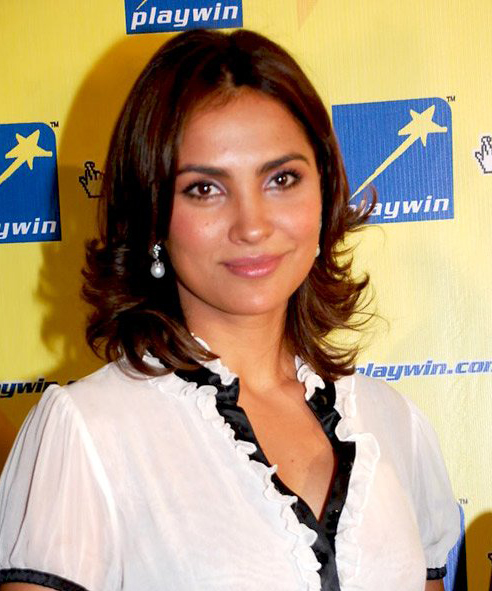
미스 유니버스 2000 라라 두타, 인도
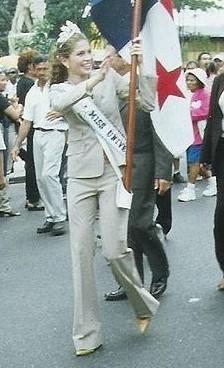
미스 유니버스 2002 저스틴 파섹, 파나마
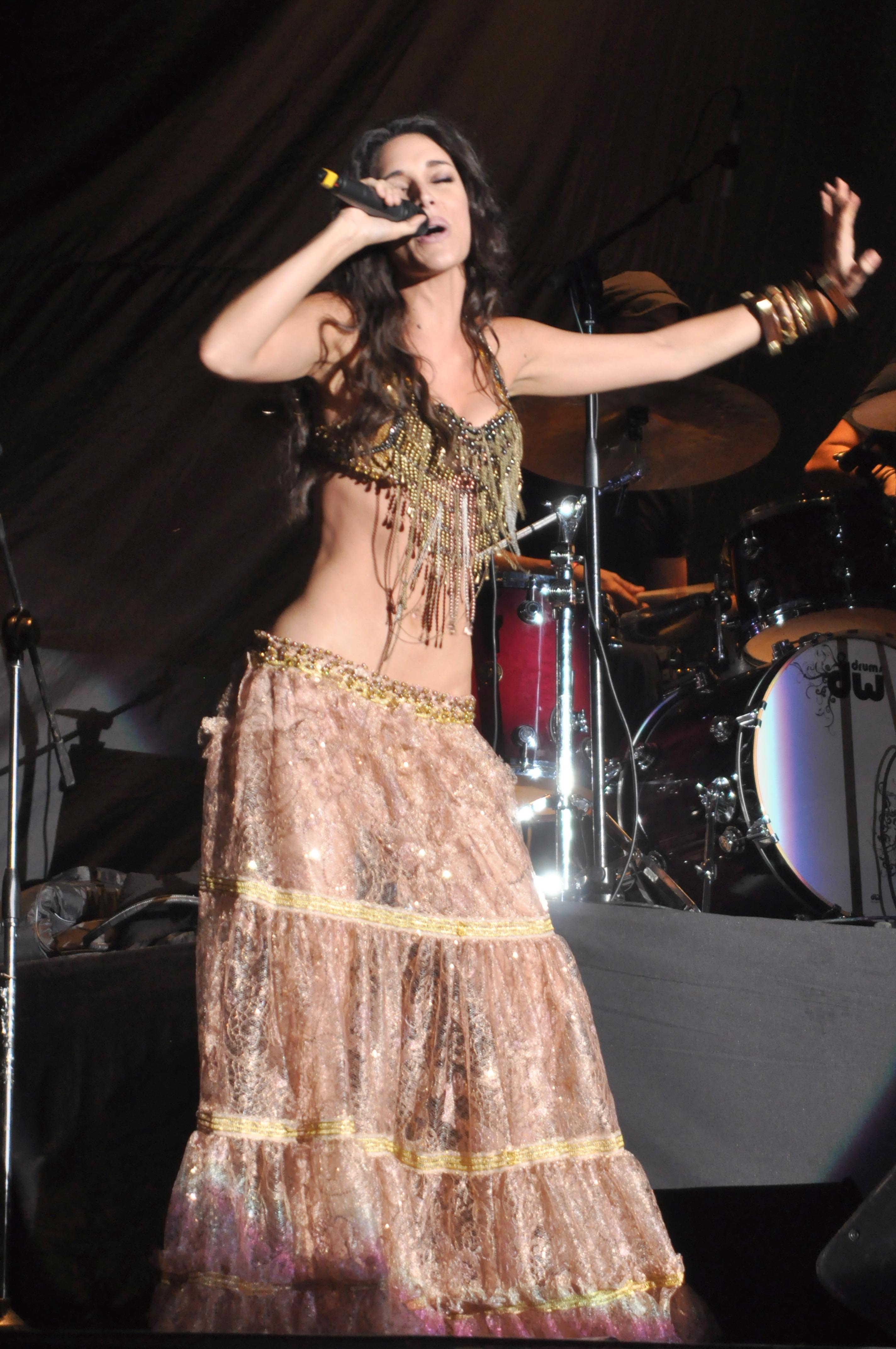
미스 유니버스 2003 아멜리아 베가, 도미니카 공화국
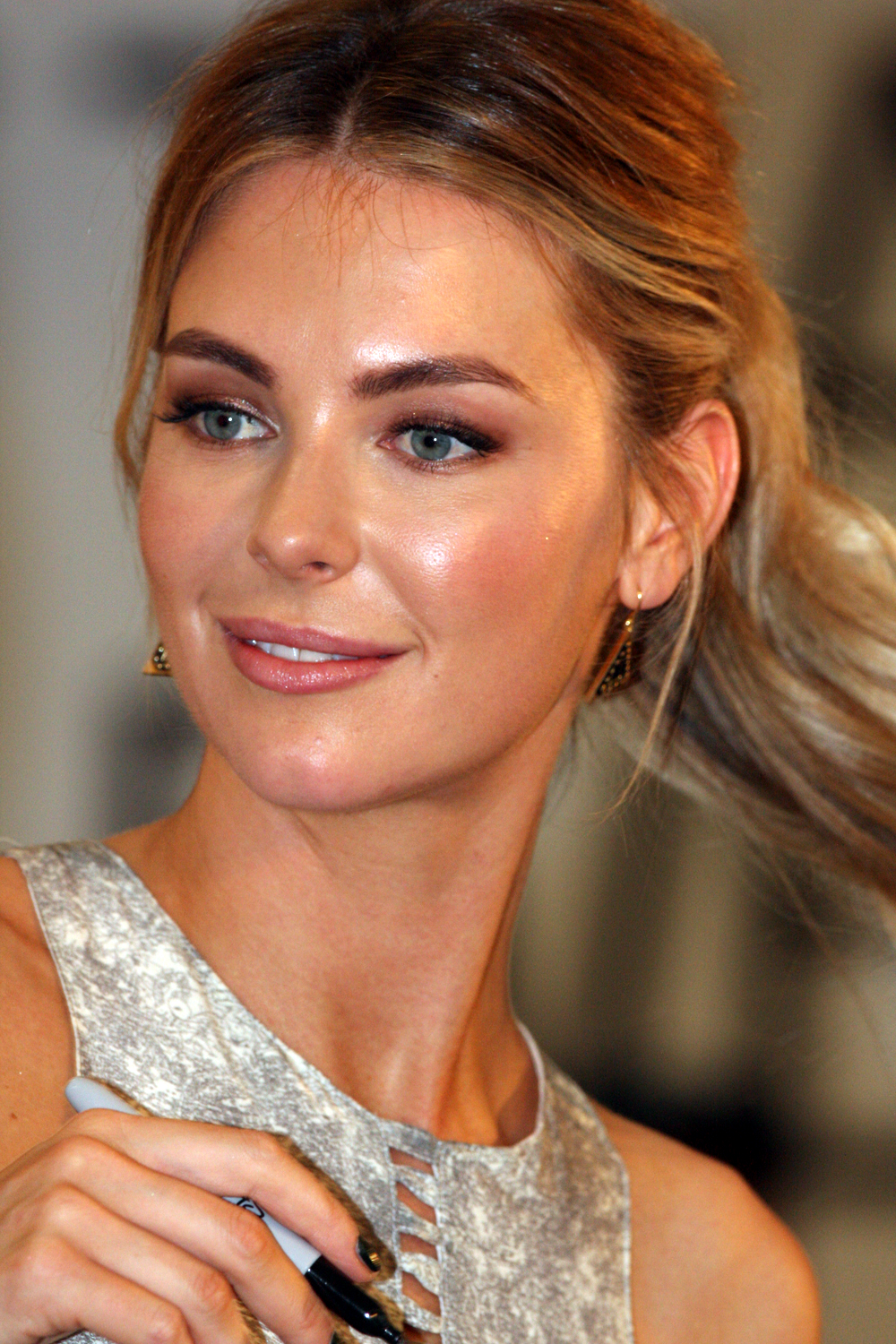
미스 유니버스 2004 제니퍼 호킨스, 오스트레일리아
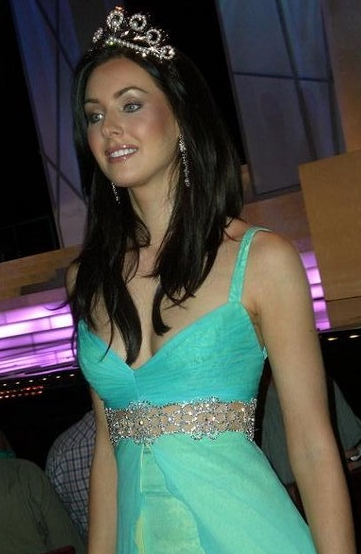
미스 유니버스 2005 내털리 글레보바, 캐나다
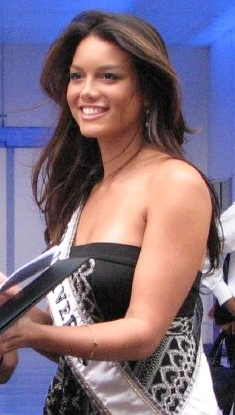
미스 유니버스 2006 술레이카 리베라, 푸에르토리코
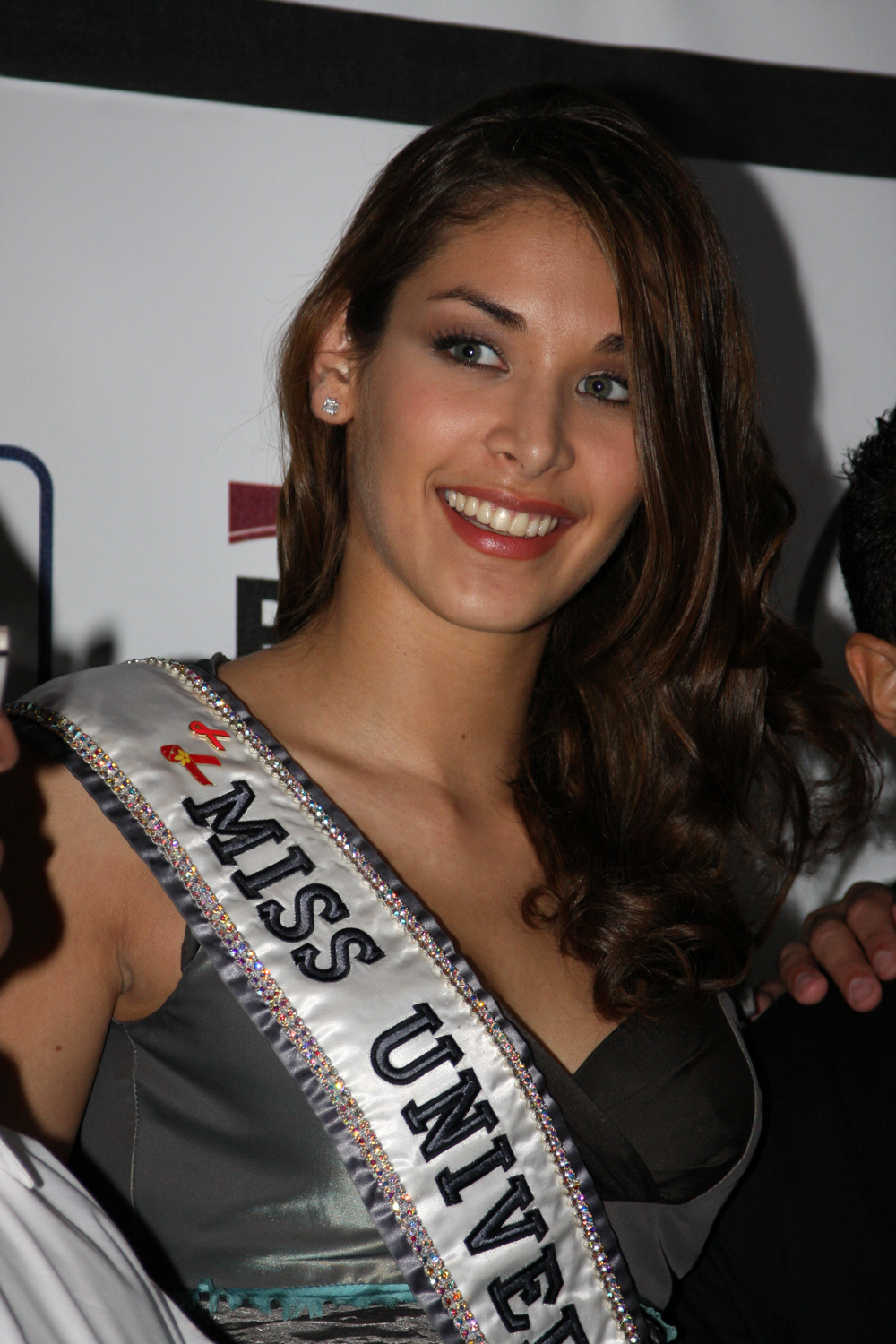
미스 유니버스 2008 다야나 멘도사, 베네수엘라
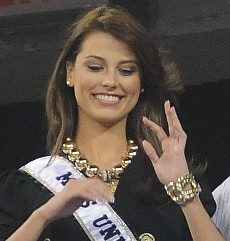
미스 유니버스 2009 스테파니아 페르난데스, 베네수엘라
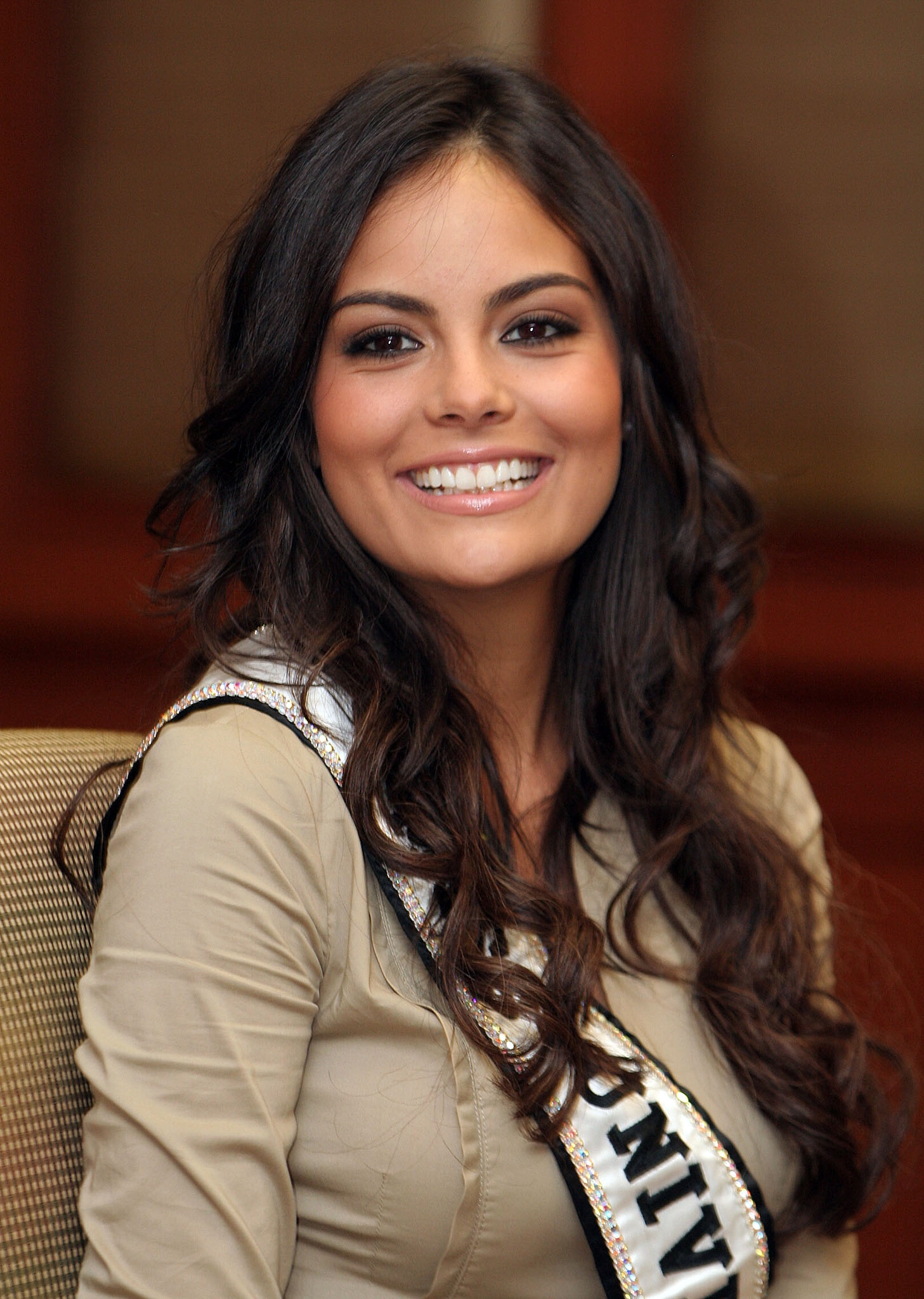
미스 유니버스 2010 히메나 나바레테, 멕시코
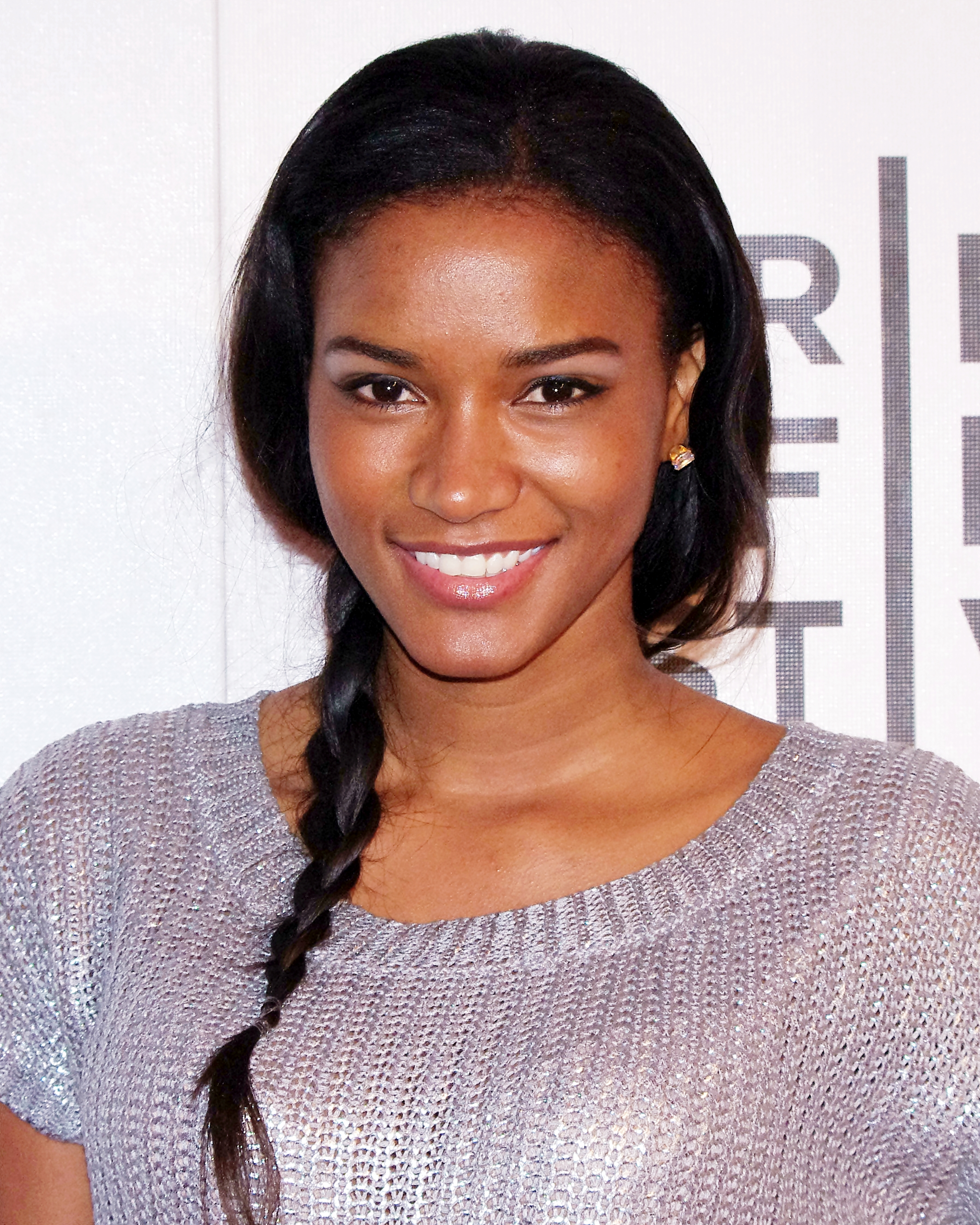
미스 유니버스 2011 레일라 로페스, 앙골라
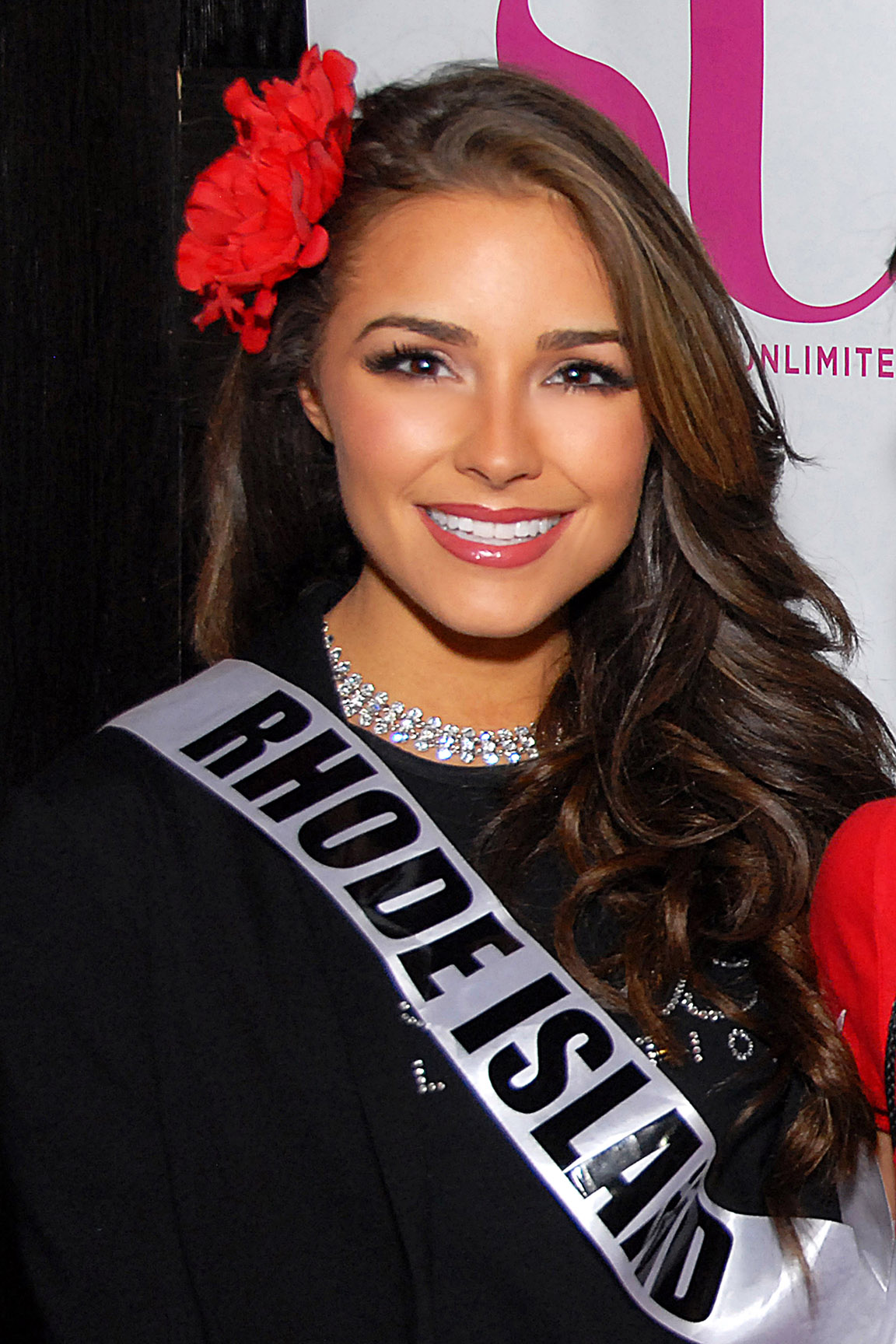
미스 유니버스 2012 올리비아 컬포, 미국
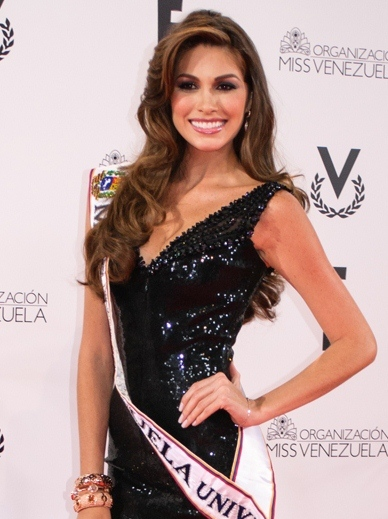
미스 유니버스 2013 가브리엘라 이슬레르, 베네수엘라
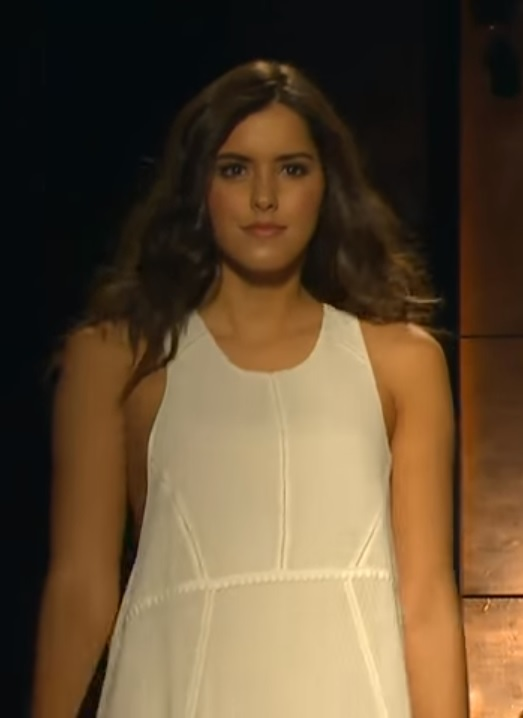
미스 유니버스 2014 파울리나 베가, 콜롬비아
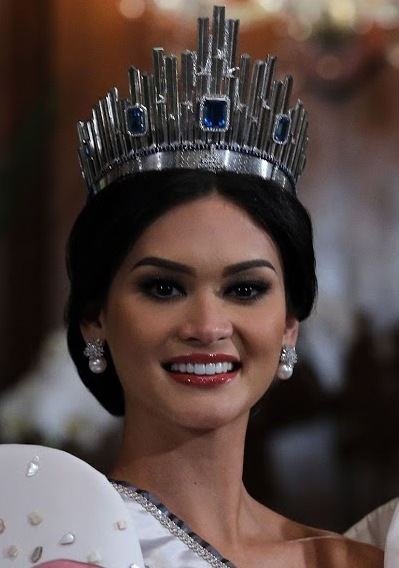
미스 유니버스 2015 피아 워츠바흐, 필리핀
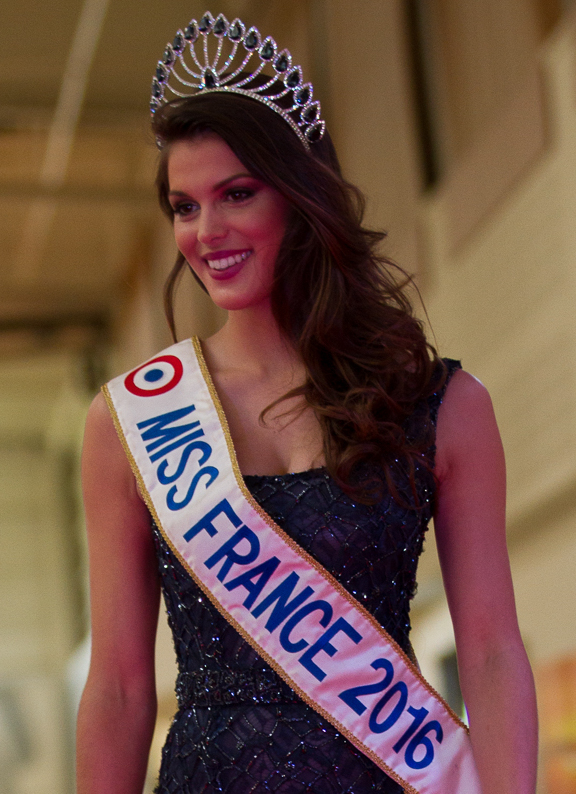
미스 유니버스 2016 이리스 미튼애어, 프랑스
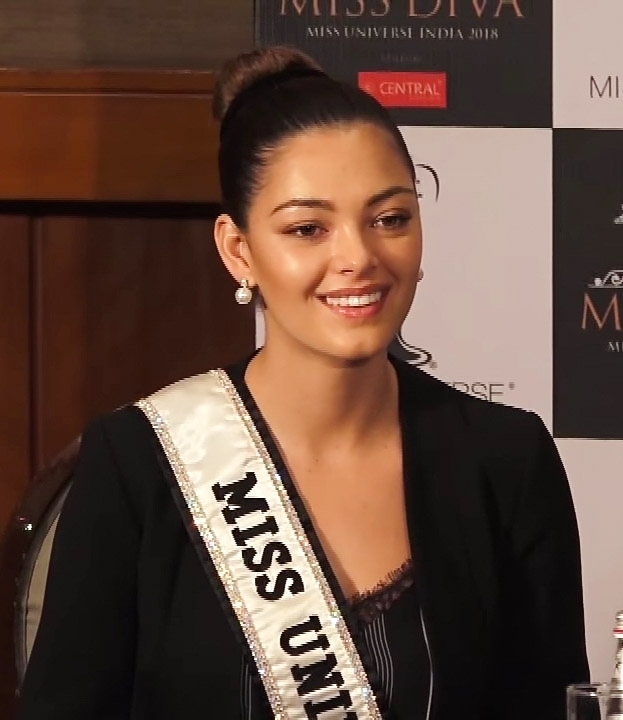
미스 유니버스 2017 데미리 넬피터스, 남아프리카 공화국
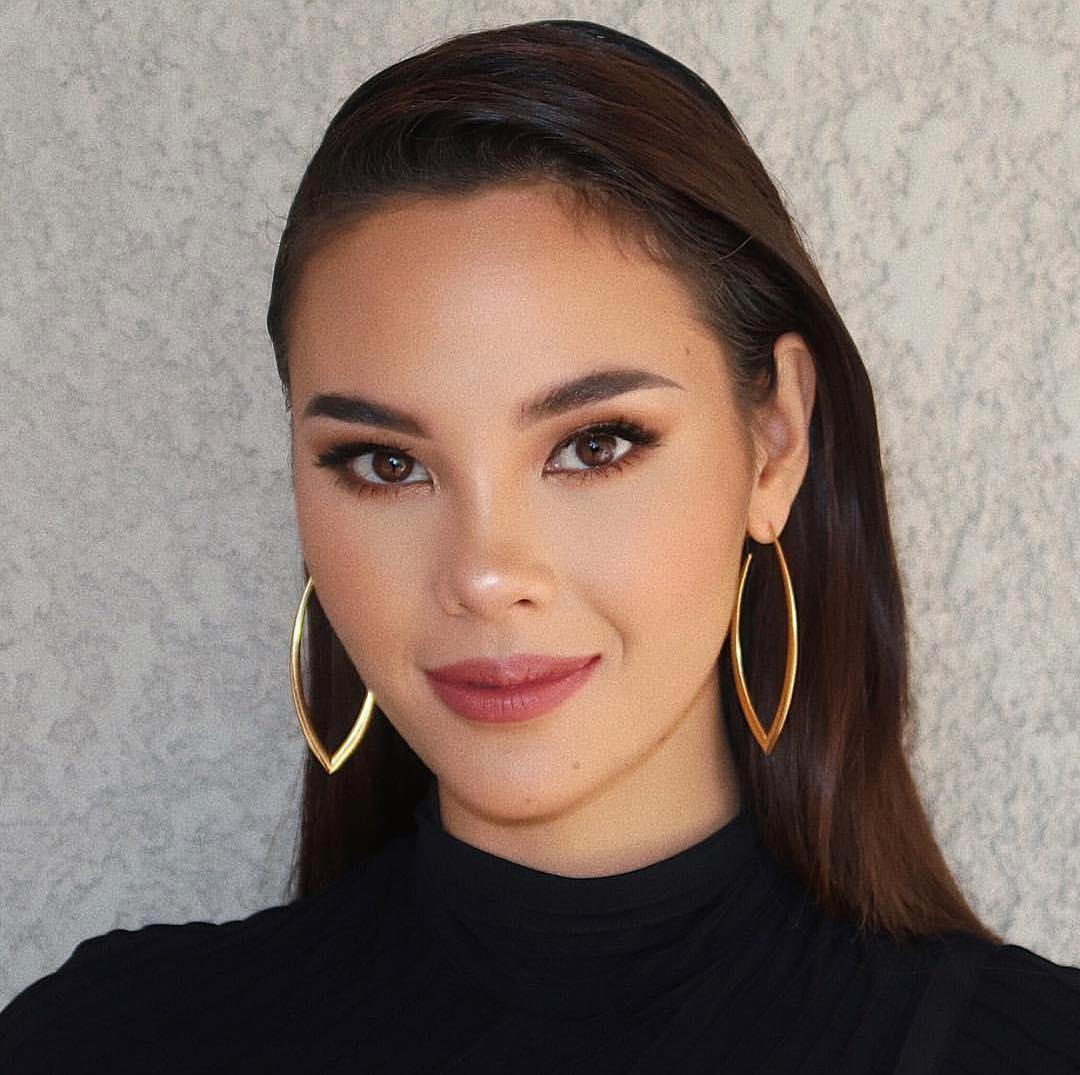
미스 유니버스 2018 카트리오나 그레이, 필리핀
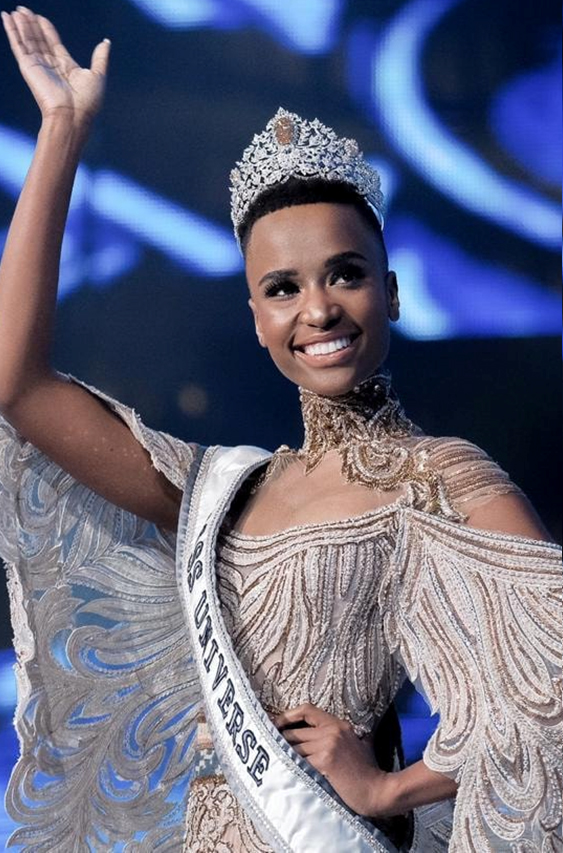
미스 유니버스 2019 조지비니 툰지, 남아프리카 공화국
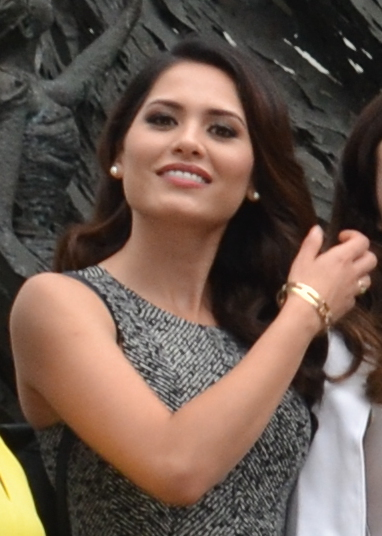
미스 유니버스 2020 안드레아 메사, 멕시코
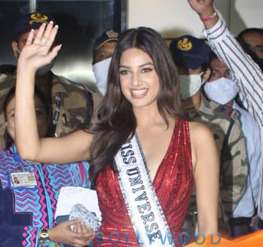
미스 유니버스 2021 하르나즈 산두, 인도
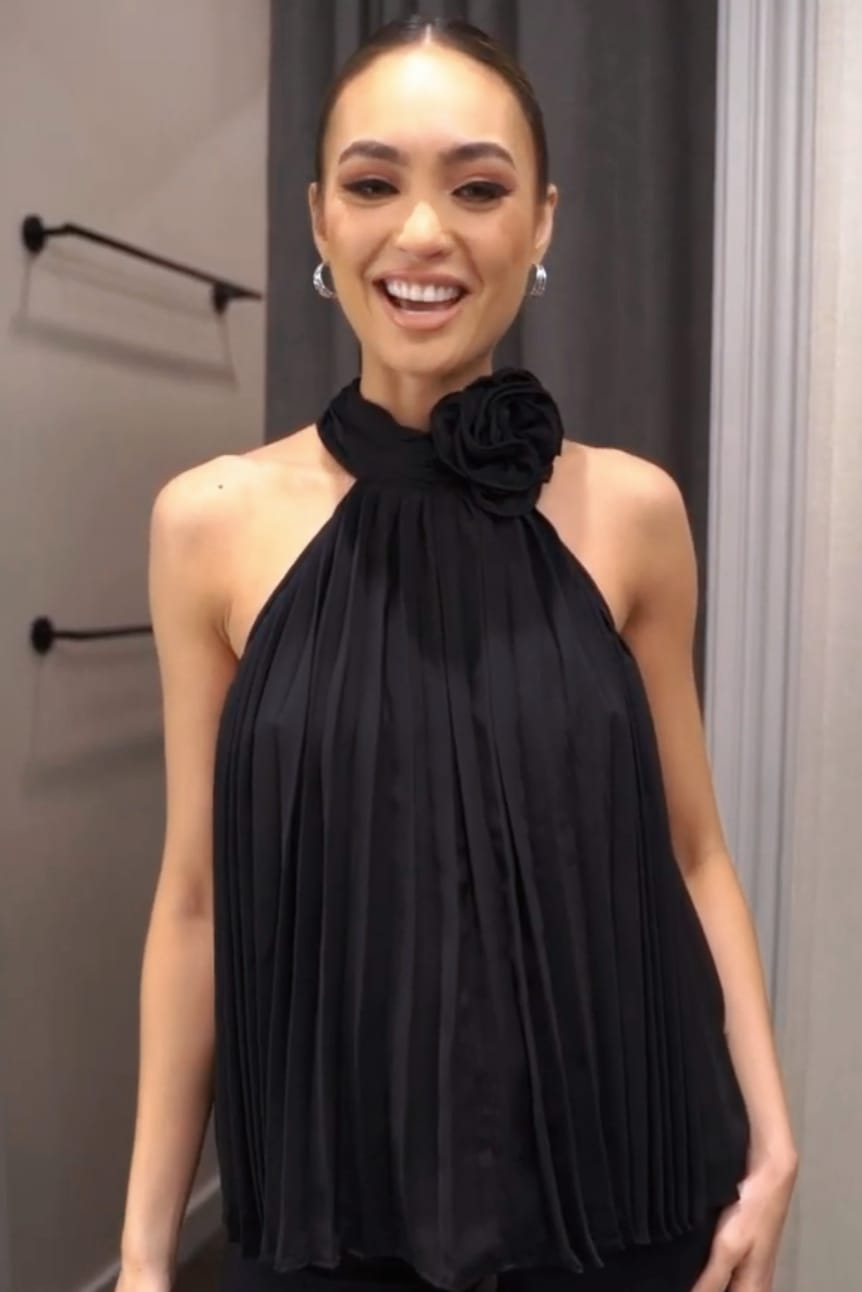
미스 유니버스 2022 르 보니 가브리엘, 미국
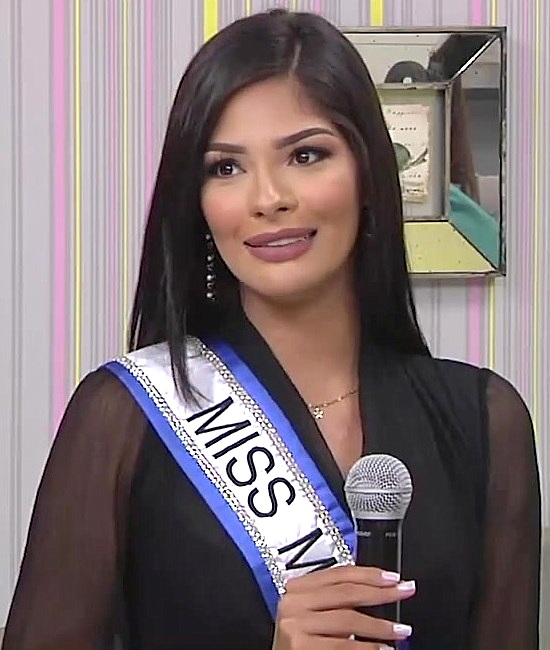
미스 유니버스 2023 셰이니스 팔라시오스, 니카라과
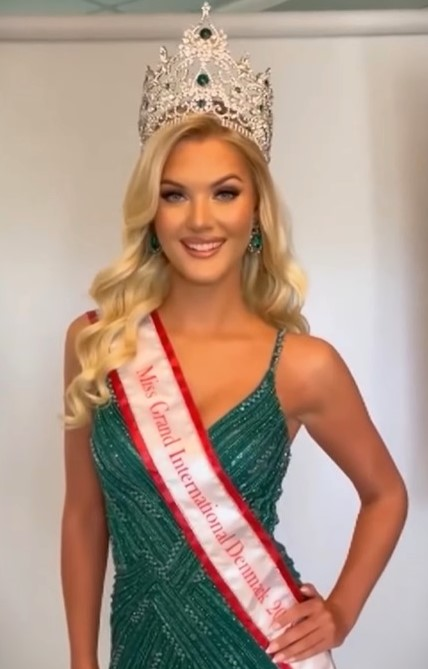
미스 유니버스 2024 빅토리아 키예르 테일버그, 덴마크

## 대한민국의 역대 출전자

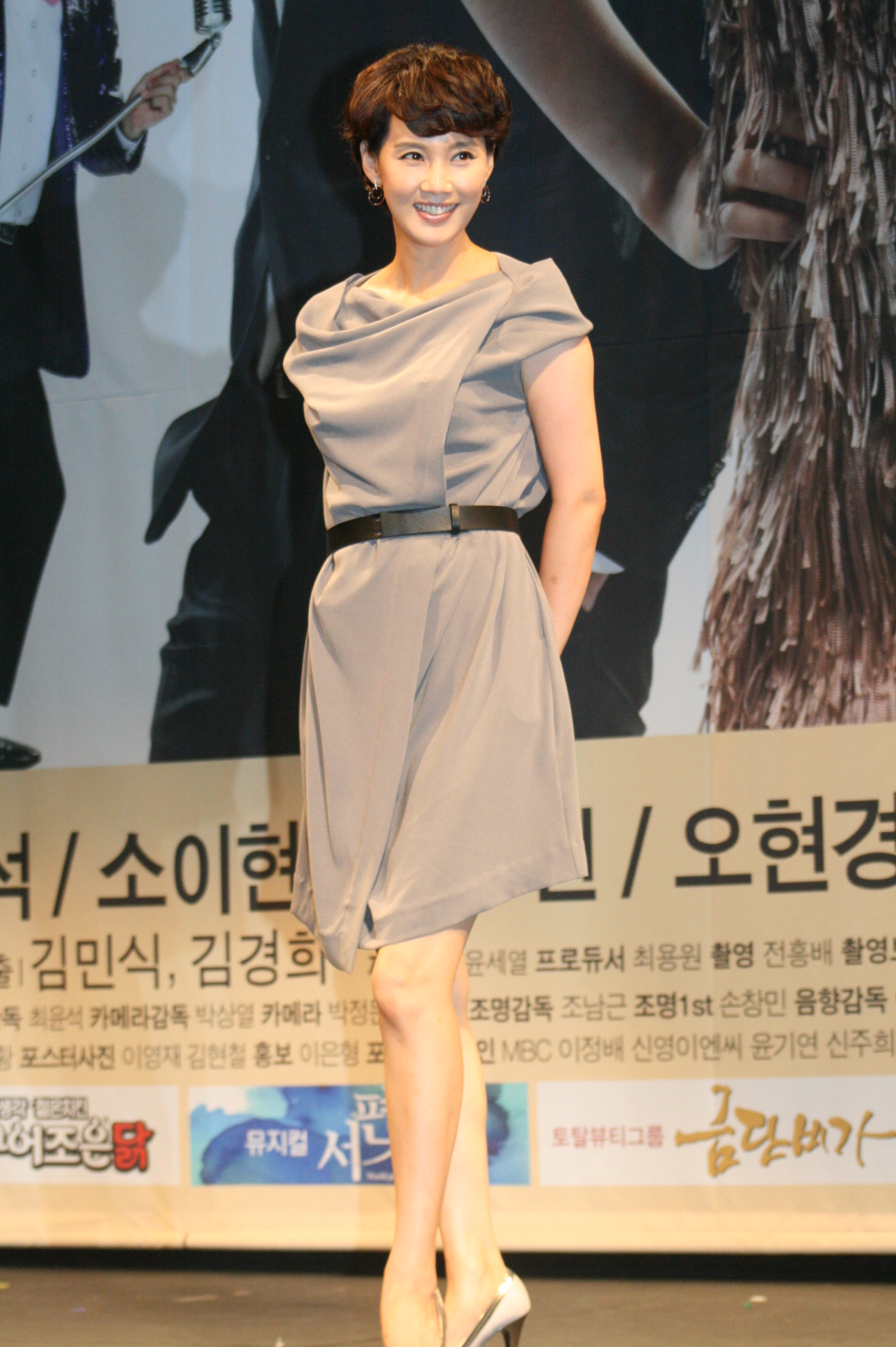
미스 유니버스 1990 대회에 대한민국 대표로 출전한 미스코리아 진 오현경.

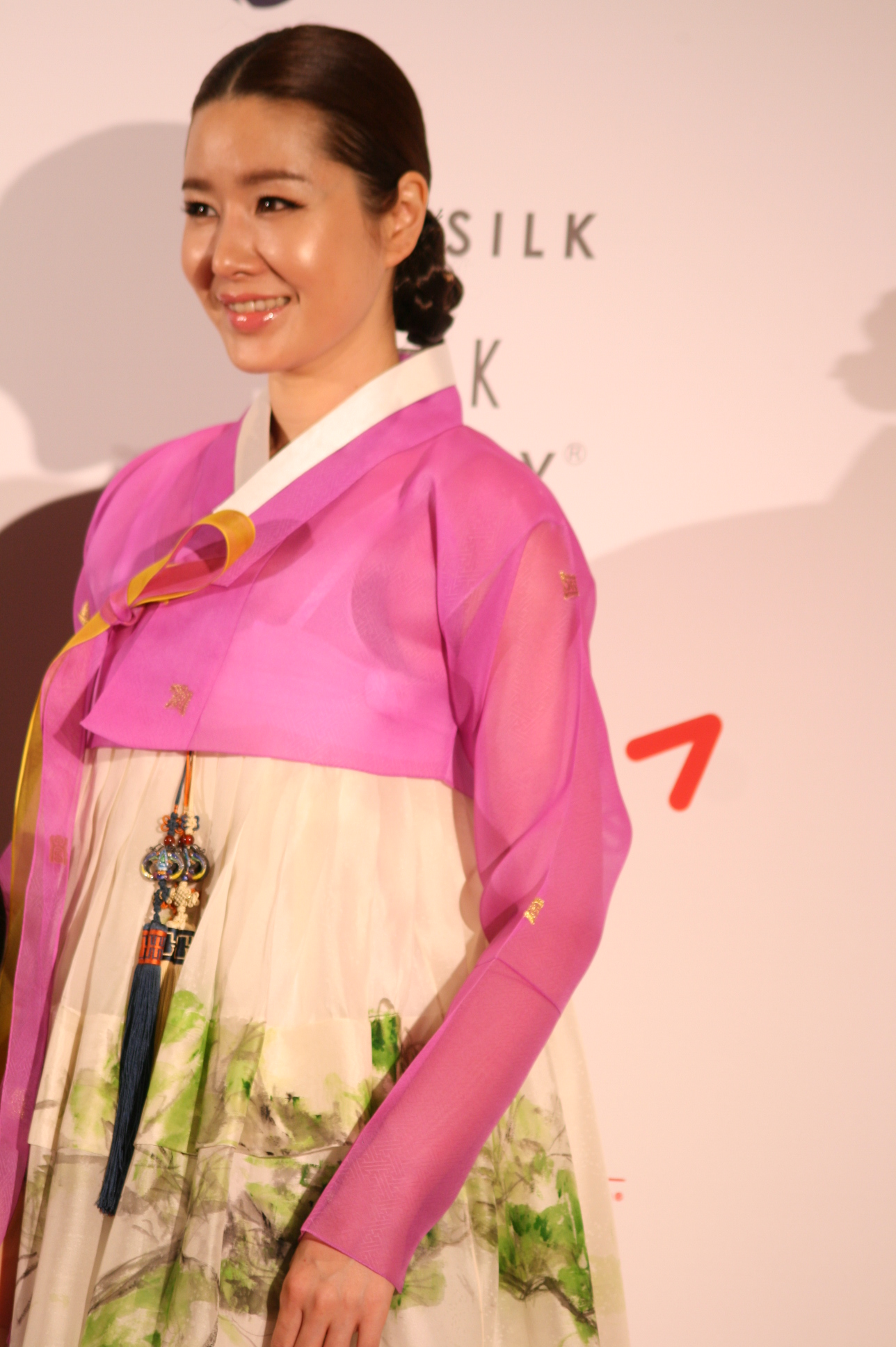
미스 유니버스 1998 대회에 대한민국 대표로 출전한 미스코리아 진 김지연.

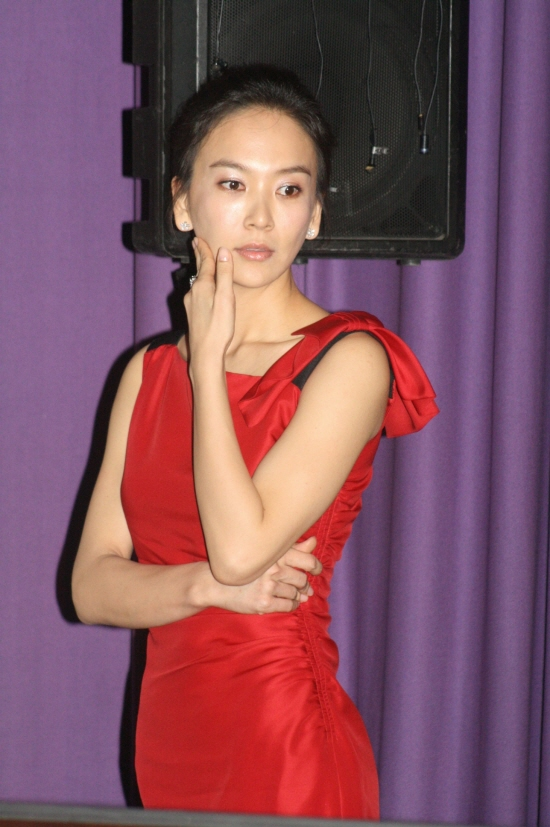
미스 유니버스 1999 대회에 대한민국 대표로 출전한 미스코리아 진 최지현.

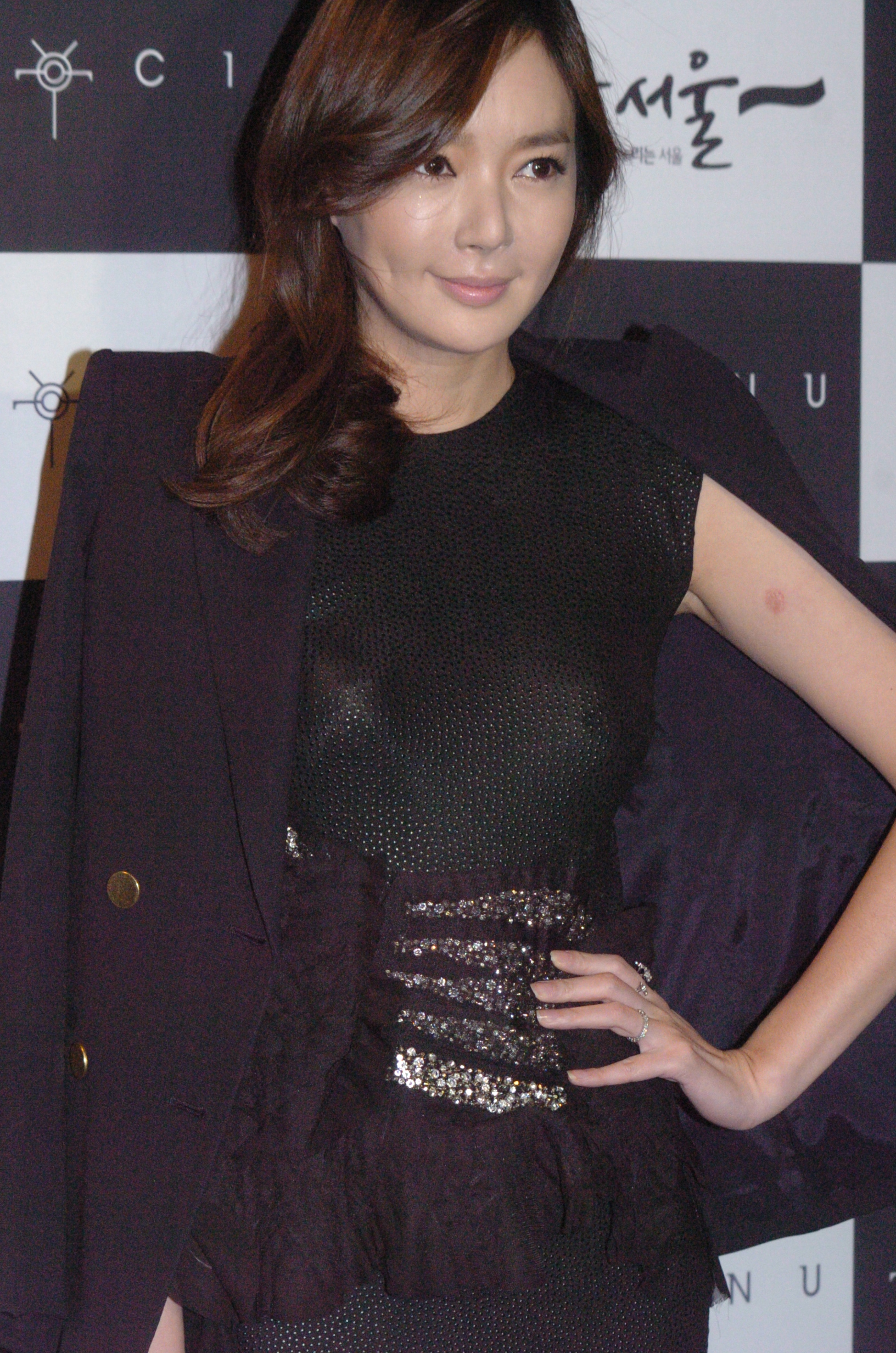
미스 유니버스 2000 대회에 대한민국 대표로 출전한 미스코리아 진 김연주.

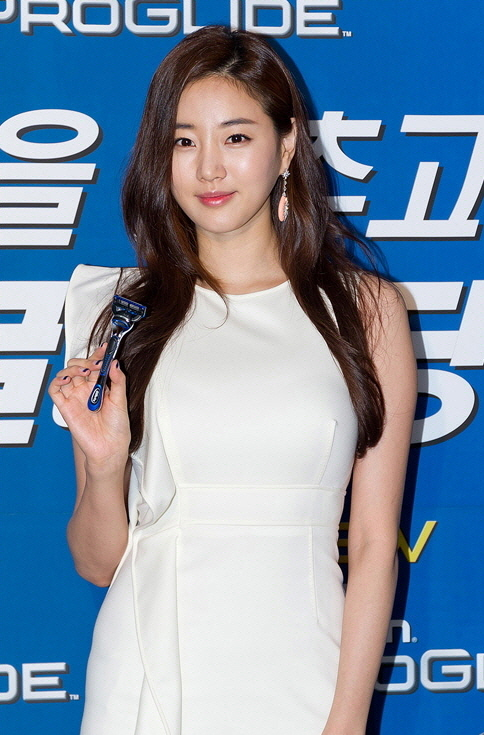
미스 유니버스 2001 대회에 대한민국 대표로 출전한 미스코리아 진 김사랑.

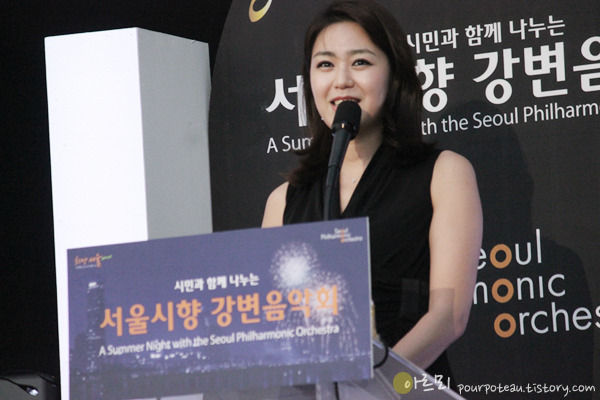
미스 유니버스 2006 대회에 대한민국 대표로 출전한 미스코리아 진 김주희.

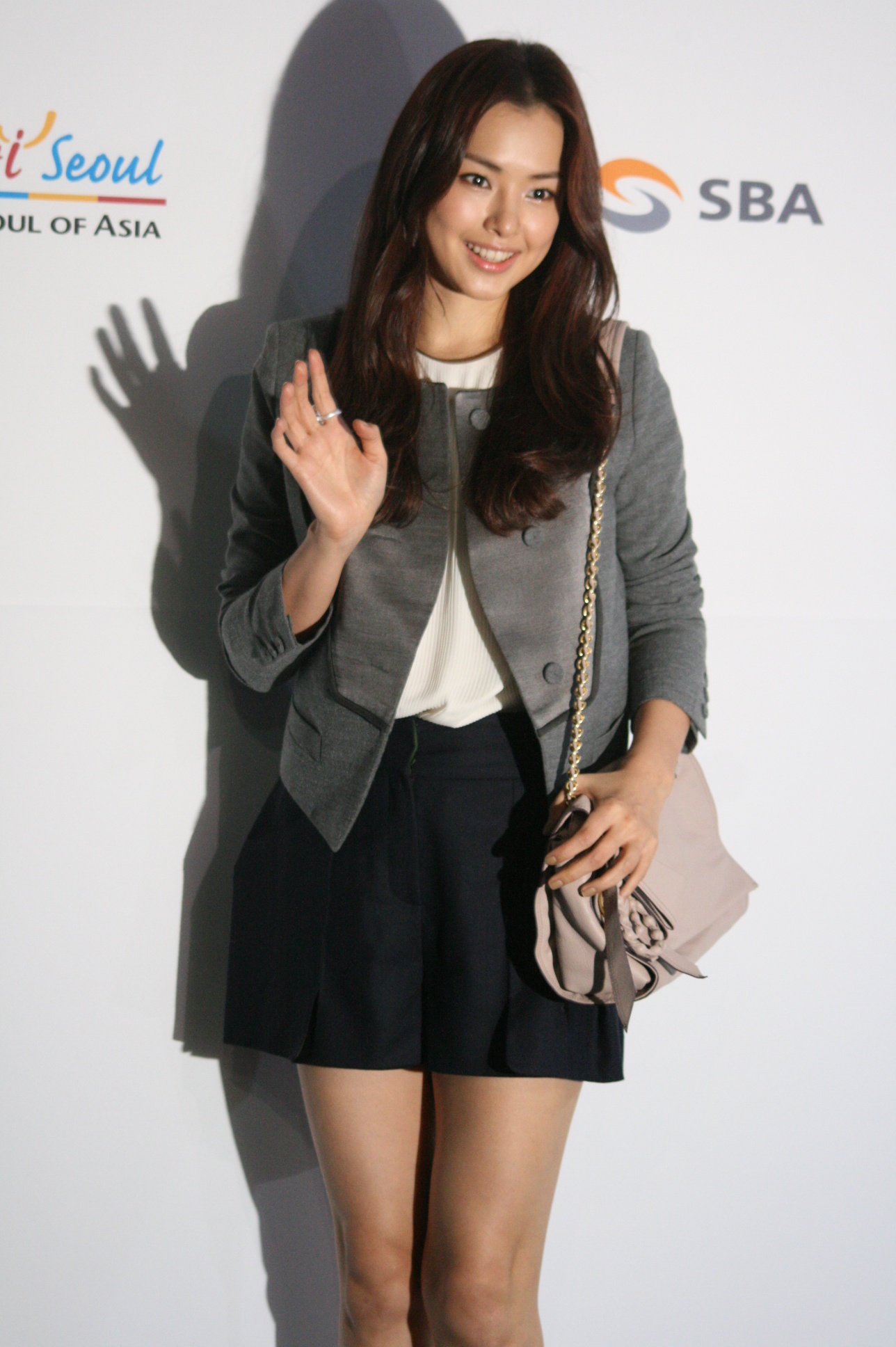
미스 유니버스 2007 대회에 대한민국 대표로 출전한 미스코리아 진 이하늬.

| 연도 | 출전자   | 출전 자격                   | 수상               |
| ---- | -------- | --------------------------- | ------------------ |
| 1952 | 미출전   | 미출전                      | 미출전             |
| 1953 | 강귀희   | 중앙일보 주최 미스코리아    | 미출전             |
| 1954 | 계선희   | 중앙일보 주최 미스코리아    |                    |
| 1955 | 김미종   | 중앙일보 주최 미스코리아    |                    |
| 1956 | 미출전   | 미출전                      | 미출전             |
| 1957 | 박현옥   | 1957 미스코리아 진          |                    |
| 1958 | 오금순   | 1958 미스코리아 진          |                    |
| 1959 | 오현주   | 1959 미스코리아 진          | Top 15, 인기상     |
| 1960 | 손미희자 | 1960 미스코리아 진          | Top 15             |
| 1961 | 서양희   | 1961 미스코리아 진          | Top 15             |
| 1962 | 서범주   | 1962 미스코리아 진          | Top 15             |
| 1963 | 김명자   | 1963 미스코리아 진          | 5위                |
| 1964 | 신정현   | 1964 미스코리아 진          |                    |
| 1965 | 김은지   | 1965 미스코리아 진          |                    |
| 1966 | 윤귀영   | 1966 미스코리아 진          |                    |
| 1967 | 홍정애   | 1967 미스코리아 진          |                    |
| 1968 | 김윤정   | 1968 미스코리아 진          |                    |
| 1969 | 임현정   | 1969 미스코리아 진          |                    |
| 1970 | 유영애   | 1970 미스코리아 진          |                    |
| 1971 | 노미애   | 1971 미스코리아 진          |                    |
| 1972 | 박연주   | 1972 미스코리아 진          |                    |
| 1973 | 김영주   | 1973 미스코리아 진          |                    |
| 1974 | 김은정   | 1974 미스코리아 진          | 최고의 민족 의상상 |
| 1975 | 서지혜   | 1975 미스코리아 진          |                    |
| 1976 | 정경숙   | 1976 미스코리아 진          | 미출전             |
| 1976 | 정광현   | 1976 미스코리아 선          |                    |
| 1977 | 김성희   | 1977 미스코리아 진          | 최고의 민족 의상상 |
| 1978 | 손정은   | 1978 미스코리아 진          | 민족의상상 2위     |
| 1979 | 서재화   | 1979 미스코리아 진          |                    |
| 1980 | 김은정   | 1980 미스코리아 진          | Top 12             |
| 1981 | 이은정   | 1981 미스코리아 진          | 민족의상상 3위     |
| 1982 | 박선희   | 1982 미스코리아 진          |                    |
| 1983 | 김종중   | 1983 미스코리아 한국일보    | 최고의 민족 의상상 |
| 1984 | 임미숙   | 1983 미스코리아 진          |                    |
| 1985 | 최영옥   | 1984 미스코리아 진          |                    |
| 1986 | 배영란   | 1985 미스코리아 진          |                    |
| 1987 | 김지은   | 1986 미스코리아 진          |                    |
| 1988 | 장윤정   | 1987 미스코리아 진          | 2위                |
| 1989 | 김성령   | 1988 미스코리아 진          |                    |
| 1990 | 오현경   | 1989 미스코리아 진          |                    |
| 1991 | 서정민   | 1990 미스코리아 진          |                    |
| 1992 | 이영현   | 1991 미스코리아 진          |                    |
| 1993 | 유하영   | 1992 미스코리아 진          |                    |
| 1994 | 궁선영   | 1993 미스코리아 진          |                    |
| 1995 | 한성주   | 1994 미스코리아 진          |                    |
| 1996 | 김윤정   | 1995 미스코리아 진          |                    |
| 1997 | 이은희   | 1996 미스코리아 진          |                    |
| 1998 | 김지연   | 1997 미스코리아 진          |                    |
| 1999 | 최지현   | 1998 미스코리아 진          |                    |
| 2000 | 김연주   | 1999 미스코리아 진          |                    |
| 2001 | 김사랑   | 2000 미스코리아 진          | 최고의 민족 의상상 |
| 2002 | 김민경   | 2001 미스코리아 진          |                    |
| 2003 | 금나나   | 2002 미스코리아 진          |                    |
| 2004 | 최윤영   | 2003 미스코리아 진          |                    |
| 2005 | 김소영   | 2004 미스코리아 진          |                    |
| 2006 | 김주희   | 2005 미스코리아 진          |                    |
| 2007 | 이하늬   | 2006 미스코리아 진          | 4위                |
| 2008 | 이지선   | 2007 미스코리아 진          |                    |
| 2009 | 나리     | 2008 미스코리아 진          |                    |
| 2010 | 김주리   | 2009 미스코리아 진          |                    |
| 2011 | 정소라   | 2010 미스코리아 진          |                    |
| 2012 | 이성혜   | 2011 미스코리아 진          |                    |
| 2013 | 김유미   | 2012 미스코리아 진          |                    |
| 2014 | 유예빈   | 2013 미스코리아 진          |                    |
| 2015 | 김서연   | 2014 미스코리아 진          |                    |
| 2016 | 김제니   | 2015 미스 월드 코리아 2위   | 우정상             |
| 2017 | 조세휘   | 2016 미스유니버스코리아 1위 |                    |
| 2018 | 백지현   | 2018 미스유니버스코리아 1위 |                    |
| 2019 | 이연주   | 2019 미스유니버스코리아 1위 |                    |
| 2020 | 박하리   | 2019 미스유니버스코리아 2위 |                    |
| 2021 | 김지수   | 2021 미스유니버스코리아 1위 |                    |
| 2022 | 김한나   | 2021 미스유니버스코리아 2위 |                    |
| 2023 | 김소윤   | 2023 미스유니버스코리아 1위 |                    |
| 2024 | 한아리엘 | 2024 미스유니버스코리아 1위 |                    |
| 2025 | TBA      | 2025 미스유니버스코리아 1위 | TBA                |

## 그 외
미스 유니버스 대회는 미스 유니버스 조직회가 창설 되기 이전에 1926년부터 1935년까지 열린적이 있는데 이는 미스 유니버스 조직회와 전혀 상관이 없는 대회이다. 공식적인 미스 유니버스 조직회의 제1회 미스 유니버스 대회는 1952년에 개최되었다.

## 같이 보기
- 미스 월드
- 미스 인터내셔널
- 미스 그랜드 인터내셔널
- 미스 투어리즘 퀸 인터내셔널
- 페이스 오브 뷰티 인터내셔널
- 미스 어스
- 미스 수프라내셔널
- 미스 그랜드 코리아
- 미스 인터콘티넨탈
- 미스 아시아 퍼시픽 인터내셔널
- 미스 코리아
- 세종대왕 소헌왕후 선발대회